# Otto Tachenius
Otto Tachenius (* 1610 in Herford als Otto Tacke; † 1680 in Venedig) war ein deutscher Apotheker, Pharmazeut, Arzt, Iatrochemiker und Alchemist, der im 17. Jahrhundert sehr bekannt war, später aber fast in Vergessenheit geriet.

## Leben
Der Sohn des westfälischen Mühlenpächters Heinrich Tacke begann zunächst eine Ausbildung in Apotheken in Herford, Detmold und Lemgo, wo er sich aber mit seinem Arbeitgeber Dr. Timpler zerstritt und die Gegend verließ.
Eine zwölfjährige Wanderschaft führte „Tachenius“, wie er sich jetzt nannte, über Königsberg, Warschau und Wien zur Universitätsstadt Padua, wo er promovierte. Darauf lebte er vorwiegend in Venedig, begleitete aber oft Adlige als Leibarzt auf Reisen und wurde wohlhabend.
Er entdeckte die Kieselsäure, den Säureanteil in Ölen und Fetten und erklärte den reinigenden Effekt von Seifen.
1666 veröffentlichte er sein bekanntestes Buch Hippocrates Chimicus. Er ging über seinen Lehrer Franciscus Sylvius hinaus und war sich sicher, dass Säuren und Basen allen chemischen Prozessen zugrunde liegen. Mit sehr selbstbewusster Polemik gegen das Establishment und der marktschreierischen Propagierung von Wundermitteln aus Schlangengiften machte er sich dabei auch viele Feinde.

## Werke
- Ottonis Tachenii Hippocrates Chimicus : qui novissimi viperini salis antiquissima fundamenta ostendit. Combi & LaNoù, Venedig 1666 (Digitalisat)
  - Ottonis Tachenii Hippocrates Chimicus : Qui Novissimi Viperini Salis Antiquissima Fundamenta ostendit. Hauenstein, Braunschweig 1668 (Digitalisat)
- Ottonis Tachenii antiquissimae hippocraticae medicinae Clavis : manuali experientia in naturae fontibus elaborata, qua per ignem et aquam inaudita methodo occulta naturae et artis, compendiosa operandi ratione manifesta fiunt, et dilucide aperiuntur. - Neapoli : Perati, 1697. Digitalisierte Ausgabe

## Ehrungen
In seiner Geburtsstadt Herford wurde der Tacheniusweg nach ihm benannt.